# José Fuenzalida
José Pedro Fuenzalida Gana (Santiago del Cile, 22 febbraio 1985) è un ex calciatore cileno, di ruolo centrocampista.

## Carriera

### Nazionale
Con la sua Nazionale Cilena, dopo aver partecipato con l'Under-20 al Campionato sudamericano di calcio Under-20 2005 e al Campionato mondiale di calcio Under-20 2005, viene convocato per il Campionato mondiale di calcio 2014. Partecipa anche alla Copa América 2015 in Cile, che è stata vinta dalla sua nazionale, pur non essendo mai sceso in campo.
Viene convocato per la Copa América Centenario negli Stati Uniti. Segna il suo primo gol in questa competizione nella prima partita del girone contro l'Argentina persa 2 a 1. Il 22 giugno 2016 invece segna il secondo gol del 2-0 in semifinale contro la Colombia, giocando inoltre da titolare la finale contro l'Argentina. Nel torneo ha giocato tutte e 6 le partite, di cui le ultime 4 da titolare.

## Statistiche

### Presenze e reti nei club
Statistiche aggiornate al 11 agosto 2022.
| Stagione                    | Squadra                     | Campionato                  | Campionato | Campionato | Coppe nazionali | Coppe nazionali | Coppe nazionali | Coppe continentali | Coppe continentali | Coppe continentali | Altre coppe | Altre coppe | Altre coppe | Totale | Totale |
| Stagione                    | Squadra                     | Comp                        | Pres       | Reti       | Comp            | Pres            | Reti            | Comp               | Pres               | Reti               | Comp        | Pres        | Reti        | Pres   | Reti   |
| --------------------------- | --------------------------- | --------------------------- | ---------- | ---------- | --------------- | --------------- | --------------- | ------------------ | ------------------ | ------------------ | ----------- | ----------- | ----------- | ------ | ------ |
| 2004                        | Universidad Católica        | PD                          | 26         | 4          | CC              | 2               | 0               | -                  | -                  | -                  | -           | -           | -           | 28     | 4      |
| 2005                        | Universidad Católica        | PD                          | 26         | 0          | -               | -               | -               | CL+CS              | 6+4                | 0                  | -           | -           | -           | 36     | 0      |
| 2006                        | Universidad Católica        | PD                          | 32         | 4          | -               | -               | -               | CS                 | 6                  | 1                  | -           | -           | -           | 38     | 5      |
| 2007                        | Universidad Católica        | PD                          | 12         | 1          | -               | -               | -               | -                  | -                  | -                  | -           | -           | -           | 12     | 1      |
| 2008                        | Colo-Colo                   | PD                          | 7          | 1          | -               | -               | -               | -                  | -                  | -                  | -           | -           | -           | 7      | 1      |
| 2008                        | O'Higgins                   | PD                          | 20         | 6          | CC              | 1               | 0               | -                  | -                  | -                  | -           | -           | -           | 21     | 6      |
| 2009                        | O'Higgins                   | PD                          | 31         | 8          | -               | -               | -               | -                  | -                  | -                  | -           | -           | -           | 31     | 8      |
| Totale O'Higgins            | Totale O'Higgins            | Totale O'Higgins            | 51         | 14         |                 | 1               | 0               |                    | 0                  | 0                  |             | -           | -           | 52     | 14     |
| 2010                        | Colo-Colo                   | PD                          | 31         | 3          | CC              | 1               | 0               | CL+CS              | 5+2                | 1                  | -           | -           | -           | 39     | 4      |
| 2011                        | Colo-Colo                   | PD                          | 26         | 5          | CC              | 6               | 2               | CL                 | 4                  | 0                  | -           | -           | -           | 36     | 7      |
| 2012                        | Colo-Colo                   | PD                          | 39         | 4          | CC              | 8               | 3               | -                  | -                  | -                  | -           | -           | -           | 47     | 7      |
| 2013                        | Colo-Colo                   | PD                          | 17         | 4          | -               | -               | -               | -                  | -                  | -                  | -           | -           | -           | 17     | 4      |
| 2013-14                     | Colo-Colo                   | PD                          | 33         | 4          | CC              | 7               | 1               | CS                 | 4                  | 0                  | -           | -           | -           | 44     | 5      |
| 2014-15                     | Colo-Colo                   | PD                          | 2          | 0          | -               | -               | -               | -                  | -                  | -                  | -           | -           | -           | 2      | 0      |
| Totale Colo-Colo            | Totale Colo-Colo            | Totale Colo-Colo            | 155        | 21         |                 | 22              | 6               |                    | 15                 | 1                  |             | -           | -           | 192    | 28     |
| 2014                        | Boca Juniors                | PD                          | 12         | 0          | -               | -               | -               | CS                 | 6                  | 1                  | -           | -           | -           | 18     | 1      |
| 2015                        | Boca Juniors                | PD                          | 13         | 0          | CA              | 2               | 0               | CL                 | 3                  | 0                  | -           | -           | -           | 18     | 0      |
| Totale Boca Juniors         | Totale Boca Juniors         | Totale Boca Juniors         | 25         | 0          |                 | 2               | 0               |                    | 9                  | 1                  |             | -           | -           | 36     | 1      |
| 2015-16                     | Universidad Católica        | PD                          | 13         | 4          | -               | -               | -               | -                  | -                  | -                  | -           | -           | -           | 13     | 4      |
| 2016-17                     | Universidad Católica        | PD                          | 22         | 4          | CC              | 4               | 2               | CL+CS              | 5+1                | 0                  | SS          | 1           | 1           | 33     | 7      |
| 2017                        | Universidad Católica        | PD                          | 13         | 4          | CC              | 3               | 0               | -                  | -                  | -                  | SS          | 1           | 0           | 17     | 4      |
| 2018                        | Universidad Católica        | PD                          | 29         | 5          | CC              | 2               | 0               | -                  | -                  | -                  | -           | -           | -           | 31     | 5      |
| 2019                        | Universidad Católica        | PD                          | 21         | 10         | CC              | 3               | 0               | CL+CS              | 6+2                | 0                  | SS          | 1           | 0           | 33     | 10     |
| 2020                        | Universidad Católica        | PD                          | 22         | 4          | -               | -               | -               | CL+CS              | 5+6                | 0                  | SS          | 1           | 0           | 34     | 4      |
| 2021                        | Universidad Católica        | PD                          | 24         | 3          | CC              | 4               | 0               | CL                 | 6                  | 0                  | -           | -           | -           | 34     | 3      |
| 2022                        | Universidad Católica        | PD                          | 17         | 2          | CC              | 2               | 1               | CL+CS              | 5+2                | 0+1                | SS          | 1           | 0           | 27     | 4      |
| Totale Universidad Catolica | Totale Universidad Catolica | Totale Universidad Catolica | 257        | 45         |                 | 20              | 2               |                    | 54                 | 2                  |             | 5           | 1           | 336    | 51     |
| Totale carriera             | Totale carriera             | Totale carriera             | 488        | 91         |                 | 45              | 8               |                    | 78                 | 4                  |             | 5           | 1           | 616    | 94     |

### Cronologia presenze e reti in nazionale
| Cronologia completa delle presenze e delle reti in nazionale ― Cile | Cronologia completa delle presenze e delle reti in nazionale ― Cile | Cronologia completa delle presenze e delle reti in nazionale ― Cile | Cronologia completa delle presenze e delle reti in nazionale ― Cile | Cronologia completa delle presenze e delle reti in nazionale ― Cile | Cronologia completa delle presenze e delle reti in nazionale ― Cile | Cronologia completa delle presenze e delle reti in nazionale ― Cile | Cronologia completa delle presenze e delle reti in nazionale ― Cile |
| Data                                                                | Città                                                               | In casa                                                             | Risultato                                                           | Ospiti                                                              | Competizione                                                        | Reti                                                                | Note                                                                |
| ------------------------------------------------------------------- | ------------------------------------------------------------------- | ------------------------------------------------------------------- | ------------------------------------------------------------------- | ------------------------------------------------------------------- | ------------------------------------------------------------------- | ------------------------------------------------------------------- | ------------------------------------------------------------------- |
| 4-6-2008                                                            | Rancagua                                                            | Cile                                                                | 2 – 0                                                               | Guatemala                                                           | Amichevole                                                          | -                                                                   |                                                                     |
| 7-6-2008                                                            | Valparaíso                                                          | Cile                                                                | 2 – 0                                                               | Panama                                                              | Amichevole                                                          | -                                                                   |                                                                     |
| 15-6-2008                                                           | La Paz                                                              | Bolivia                                                             | 0 – 2                                                               | Cile                                                                | Qual. Mondiali 2010                                                 | -                                                                   |                                                                     |
| 27-9-2008                                                           | Los Ángeles                                                         | Cile                                                                | 1 – 0                                                               | Messico                                                             | Amichevole                                                          | -                                                                   |                                                                     |
| 18-1-2009                                                           | Fort Lauderdale                                                     | Cile                                                                | 0 – 2                                                               | Honduras                                                            | Amichevole                                                          | -                                                                   |                                                                     |
| 27-5-2009                                                           | Osaka                                                               | Giappone                                                            | 4 – 0                                                               | Cile                                                                | Amichevole                                                          | -                                                                   |                                                                     |
| 29-5-2009                                                           | Chiba                                                               | Cile                                                                | 1 – 1                                                               | Belgio                                                              | Amichevole                                                          | -                                                                   |                                                                     |
| 4-11-2009                                                           | Talcahuano                                                          | Cile                                                                | 2 – 1                                                               | Paraguay                                                            | Amichevole                                                          | -                                                                   |                                                                     |
| 20-1-2010                                                           | Coquimbo                                                            | Cile                                                                | 2 – 1                                                               | Panama                                                              | Amichevole                                                          | -                                                                   |                                                                     |
| 31-3-2010                                                           | Temuco                                                              | Cile                                                                | 0 – 0                                                               | Trinidad e Tobago                                                   | Amichevole                                                          | -                                                                   |                                                                     |
| 5-5-2010                                                            | Iquique                                                             | Cile                                                                | 2 – 0                                                               | Israele                                                             | Amichevole                                                          | -                                                                   |                                                                     |
| 12-5-2010                                                           | Città del Messico                                                   | Messico                                                             | 1 – 0                                                               | Cile                                                                | Amichevole                                                          | -                                                                   |                                                                     |
| 7-9-2010                                                            | Kiev                                                                | Ucraina                                                             | 2 – 1                                                               | Cile                                                                | Amichevole                                                          | -                                                                   |                                                                     |
| 9-10-2010                                                           | Abu Dhabi                                                           | Emirati Arabi Uniti                                                 | 0 – 2                                                               | Cile                                                                | Amichevole                                                          | -                                                                   |                                                                     |
| 12-10-2010                                                          | Mascate                                                             | Oman                                                                | 0 – 1                                                               | Cile                                                                | Amichevole                                                          | -                                                                   |                                                                     |
| 15-2-2012                                                           | Luque                                                               | Paraguay                                                            | 2 – 0                                                               | Cile                                                                | Amichevole                                                          | -                                                                   |                                                                     |
| 15-1-2013                                                           | La Serena                                                           | Cile                                                                | 2 – 1                                                               | Senegal                                                             | Amichevole                                                          | -                                                                   |                                                                     |
| 19-1-2013                                                           | Concepción                                                          | Cile                                                                | 3 – 0                                                               | Haiti                                                               | Amichevole                                                          | 1                                                                   |                                                                     |
| 24-4-2013                                                           | Belo Horizonte                                                      | Brasile                                                             | 2 – 2                                                               | Cile                                                                | Amichevole                                                          | -                                                                   |                                                                     |
| 15-11-2013                                                          | Londra                                                              | Inghilterra                                                         | 0 – 2                                                               | Cile                                                                | Amichevole                                                          | -                                                                   |                                                                     |
| 19-11-2013                                                          | Toronto                                                             | Brasile                                                             | 2 – 1                                                               | Cile                                                                | Amichevole                                                          | -                                                                   |                                                                     |
| 22-1-2014                                                           | Coquimbo                                                            | Cile                                                                | 4 – 0                                                               | Costa Rica                                                          | Amichevole                                                          | -                                                                   |                                                                     |
| 30-5-2014                                                           | Santiago del Cile                                                   | Cile                                                                | 3 – 2                                                               | Egitto                                                              | Amichevole                                                          | -                                                                   |                                                                     |
| 9-9-2014                                                            | Fort Lauderdale                                                     | Cile                                                                | 1 – 0                                                               | Haiti                                                               | Amichevole                                                          | -                                                                   |                                                                     |
| 10-10-2014                                                          | Valparaíso                                                          | Cile                                                                | 3 – 0                                                               | Perù                                                                | Amichevole                                                          | -                                                                   |                                                                     |
| 26-3-2015                                                           | Sankt Pölten                                                        | Iran                                                                | 2 – 0                                                               | Cile                                                                | Amichevole                                                          | -                                                                   |                                                                     |
| 27-5-2016                                                           | Viña del Mar                                                        | Cile                                                                | 1 – 2                                                               | Giamaica                                                            | Amichevole                                                          | -                                                                   |                                                                     |
| 1-6-2016                                                            | San Diego                                                           | Messico                                                             | 1 – 0                                                               | Cile                                                                | Amichevole                                                          | -                                                                   |                                                                     |
| 6-6-2016                                                            | Santa Clara                                                         | Argentina                                                           | 2 – 1                                                               | Cile                                                                | Coppa America Centenario - 1º turno                                 | 1                                                                   |                                                                     |
| 10-6-2016                                                           | Foxborough                                                          | Cile                                                                | 2 – 1                                                               | Bolivia                                                             | Coppa America Centenario - 1º turno                                 | -                                                                   |                                                                     |
| 14-6-2016                                                           | Filadelfia                                                          | Cile                                                                | 4 – 2                                                               | Panama                                                              | Coppa America Centenario - 1º turno                                 | -                                                                   |                                                                     |
| 18-6-2016                                                           | Santa Clara                                                         | Messico                                                             | 0 – 7                                                               | Cile                                                                | Coppa America Centenario - Quarti di finale                         | -                                                                   |                                                                     |
| 22-6-2016                                                           | Chicago                                                             | Colombia                                                            | 0 – 2                                                               | Cile                                                                | Coppa America Centenario - Semifinale                               | 1                                                                   |                                                                     |
| 26-6-2016                                                           | East Rutherford                                                     | Argentina                                                           | 0 – 0 dts (2 – 4 dtr)                                               | Cile                                                                | Coppa America Centenario - Finale                                   | -                                                                   |                                                                     |
| 1-9-2016                                                            | Asunción                                                            | Paraguay                                                            | 2 – 1                                                               | Cile                                                                | Qual. Mondiali 2018                                                 | -                                                                   |                                                                     |
| 6-9-2016                                                            | Santiago del Cile                                                   | Cile                                                                | 0 – 0                                                               | Bolivia                                                             | Qual. Mondiali 2018                                                 | -                                                                   |                                                                     |
| 10-11-2016                                                          | Barranquilla                                                        | Colombia                                                            | 0 – 0                                                               | Cile                                                                | Qual. Mondiali 2018                                                 | -                                                                   |                                                                     |
| 15-11-2016                                                          | Santiago del Cile                                                   | Cile                                                                | 3 – 1                                                               | Uruguay                                                             | Qual. Mondiali 2018                                                 | -                                                                   |                                                                     |
| 11-1-2017                                                           | Nanning                                                             | Cile                                                                | 1 – 1                                                               | Croazia                                                             | Amichevole                                                          | 1                                                                   |                                                                     |
| 15-1-2017                                                           | Nanning                                                             | Islanda                                                             | 0 – 1                                                               | Cile                                                                | Amichevole                                                          | -                                                                   |                                                                     |
| 23-3-2017                                                           | Buenos Aires                                                        | Argentina                                                           | 1 – 0                                                               | Cile                                                                | Qual. Mondiali 2018                                                 | -                                                                   |                                                                     |
| 3-6-2017                                                            | Santiago del Cile                                                   | Cile                                                                | 3 – 0                                                               | Burkina Faso                                                        | Amichevole                                                          | -                                                                   |                                                                     |
| 9-6-2017                                                            | Mosca                                                               | Russia                                                              | 1 – 1                                                               | Cile                                                                | Amichevole                                                          | -                                                                   |                                                                     |
| 13-6-2017                                                           | Cluj-Napoca                                                         | Romania                                                             | 3 – 2                                                               | Cile                                                                | Amichevole                                                          | -                                                                   |                                                                     |
| 18-6-2017                                                           | Mosca                                                               | Camerun                                                             | 0 – 2                                                               | Cile                                                                | Conf. Cup 2017 - 1º turno                                           | -                                                                   |                                                                     |
| 25-6-2017                                                           | Mosca                                                               | Cile                                                                | 1 – 1                                                               | Australia                                                           | Conf. Cup 2017 - 1º turno                                           | -                                                                   |                                                                     |
| 28-6-2017                                                           | Kazan'                                                              | Portogallo                                                          | 0 – 0 dts (0 – 3 dtr)                                               | Cile                                                                | Conf. Cup 2017 - Semifinale                                         | -                                                                   |                                                                     |
| 10-10-2017                                                          | San Paolo                                                           | Brasile                                                             | 3 – 0                                                               | Cile                                                                | Qual. Mondiali 2018                                                 | -                                                                   |                                                                     |
| 6-6-2019                                                            | La Serena                                                           | Cile                                                                | 2 – 1                                                               | Haiti                                                               | Amichevole                                                          | 1                                                                   |                                                                     |
| 17-6-2019                                                           | San Paolo                                                           | Giappone                                                            | 0 – 4                                                               | Cile                                                                | Coppa America 2019 - 1º turno                                       | -                                                                   |                                                                     |
| 21-6-2019                                                           | Salvador                                                            | Ecuador                                                             | 1 – 2                                                               | Cile                                                                | Coppa America 2019 - 1º turno                                       | 1                                                                   |                                                                     |
| 28-6-2019                                                           | Manaus                                                              | Colombia                                                            | 0 – 0 (4 – 5 dtr)                                                   | Cile                                                                | Coppa America 2019 - Quarti di finale                               | -                                                                   |                                                                     |
| 3-7-2019                                                            | Porto Alegre                                                        | Cile                                                                | 0 – 3                                                               | Perù                                                                | Coppa America 2019 - Semifinale                                     | -                                                                   |                                                                     |
| 8-10-2020                                                           | Montevideo                                                          | Uruguay                                                             | 2 – 1                                                               | Cile                                                                | Qual. Mondiali 2022                                                 | -                                                                   |                                                                     |
| 13-10-2020                                                          | Santiago del Cile                                                   | Cile                                                                | 2 – 2                                                               | Colombia                                                            | Qual. Mondiali 2022                                                 | -                                                                   |                                                                     |
| Totale                                                              |                                                                     | Presenze                                                            | 55                                                                  |                                                                     | Reti                                                                | 5                                                                   |                                                                     |

## Palmarès

### Club
- Campionato argentino: 1

Boca Juniors: 2015
- Copa Argentina: 1

Boca Juniors: 2014-15
- Campionato cileno: 8

Universidad Católica: 2005-C, 2016-C, 2016-A, 2018, 2019, 2020, 2021
Colo Colo: 2014-C
- Supercopa de Chile: 4

Univ. Catolica: 2016, 2019, 2020, 2021

### Nazionale
- Coppa America: 2

Cile 2015, USA 2016

### Individuale
- Calciatore cileno dell'anno: 1

2019